# SummerSlam (2022)
SummerSlam (2022) là sự kiện trả tiền cho mỗi lần xem (PPV) và phát trực tiếp và là sự kiện SummerSlam lần thứ 35 do WWE sản xuất. Nó được tổ chức cho các đô vật từ các thương hiệu Raw và SmackDown. Sự kiện diễn ra vào thứ Bảy, ngày 30 tháng 7 năm 2022, tại Sân vận động Nissan ở Nashville, Tennessee, đánh dấu SummerSlam đầu tiên không được tổ chức trong tháng Tám.
Tám trận đấu đã được diễn ra tại sự kiện. Trong trận đấu tâm điểm, Roman Reigns đã đánh bại Brock Lesnar trong trận đấu Last Man Standing để giữ lại đai vô địch Undisputed WWE Universal Championship. Trong các trận đấu nổi bật khác, Pat McAfee đánh bại Happy Corbin, Logan Paul đánh bại The Miz, The Usos (Jey Uso và Jimmy Uso) đánh bại The Street Profits (Angelo Dawkins và Montez Ford) để giữ lại đai vô địch Undisputed WWE Tag Team Championship, và mở màn trong trận đấu, Bianca Belair đánh bại Becky Lynch để giữ lại đai vô địch Raw Women's Championship. Sự kiện này cũng chứng kiến sự trở lại của Bayley, Dakota Kai (người đã được giải phóng khỏi hợp đồng WWE vào tháng 4), Iyo Sky (trước đây gọi là Io Shirai) và Edge. Sự kiện này đã nhận được những đánh giá trái chiều đến tích cực từ các nhà phê bình, những người cùng với người hâm mộ ca ngợi trận đấu tâm điểm, đồng thời ghi công cho màn trình diễn của Logan Paul và trận tranh đai vô địch Raw Women's Championship, nhưng lại chỉ trích trận đấu tranh đai Undisputed WWE Tag Team Championship, SmackDown Women's Championship và United States Championship.
Đây là sự kiện WWE PPV đầu tiên sau khi chủ sở hữu WWE Vince McMahon nghỉ hưu, người từng giữ chức Chủ tịch kiêm Giám đốc điều hành của công ty từ năm 1982. McMahon tuyên bố nghỉ hưu vào ngày 22 tháng 7, chỉ một tuần trước SummerSlam.

## Tổ chức
| Vai trò                          | Tên                                |
| -------------------------------- | ---------------------------------- |
| Bình luận viên tiếng Anh         | Michael Cole (SmackDown)           |
| Bình luận viên tiếng Anh         | Jimmy Smith (Raw)                  |
| Bình luận viên tiếng Anh         | Corey Graves (Tất cả các trận đấu) |
| Bình luận viên tiếng Anh         | Byron Saxton (Raw)                 |
| Bình luận viên tiếng Tây Ban Nha | Marcelo Rodriguez                  |
| Bình luận viên tiếng Tây Ban Nha | Jerry Soto                         |
| Thông báo viên sàn đấu           | Mike Rome (Raw)                    |
| Thông báo viên sàn đấu           | Samantha Irvin (SmackDown)         |
| Trọng tài                        | Danilo Anfibio                     |
| Trọng tài                        | Dan Engler                         |
| Trọng tài                        | Jeff Jarrett                       |
| Trọng tài                        | Daphne Lashaunn                    |
| Trọng tài                        | Eddie Orengo                       |
| Trọng tài                        | Chad Patton                        |
| Trọng tài                        | Charles Robinson                   |
| Trọng tài                        | Rod Zapata                         |
| Người phỏng vấn                  | Sarah Schreiber                    |
| Người phỏng vấn                  | Jackie Redmond                     |
| Người điều khiển trước trận đấu  | Kayla Braxton                      |
| Người điều khiển trước trận đấu  | Kevin Patrick                      |
| Người điều khiển trước trận đấu  | Peter Rosenberg                    |
| Người điều khiển trước trận đấu  | Booker T                           |
| Người điều khiển trước trận đấu  | Jerry Lawler                       |

### Các trận đấu sơ bộ
Bianca Belair bảo vệ đai vô địch Raw Women's Championship trước Becky Lynch. Trong phần đầu của trận đấu, Belair vô tình làm trật khớp vai của Lynch. Bên ngoài sàn đấu, Lynch phản đòn Kiss Of Death từ Belair và tấn công Belair gần khu vực kỹ thuật. Belair dự định giành chiến thắng ngược dòng, tuy nhiên, Lynch đã quay trở lại võ đài khi trọng tài đếm đến chín. Ở phần cuối, khi Lynch cố gắng thực hiện một cú Manhandle Slam thứ hai từ sợi dây giữa sàn đấu, Belair phản công cú Spanish Fly và Kiss of Death trên Lynch để giữ lại danh hiệu. Sau trận đấu, Belair và Lynch bắt tay và ôm nhau. Bayley sau đó đã trở lại lần đầu tiên kể từ tháng 7 năm 2021, và đối đầu với Belair, tuy nhiên, Dakota Kai và Iyo Sky (trước đây gọi là Io Shirai trong NXT) đều ra mắt đội hình chính của họ. Sky và Kai quay lưng lại bằng cách đứng về phía Bayley, người đã cố gắng chế nhạo Belair. Lynch sau đó đứng về phía Belair, do đó Lynch trở thành babyface kể từ tháng 5 năm 2020. Bayley, Sky và Kai sau đó rút lui trong khi Lynch và Belair tiếp tục thể hiện sự tôn trọng lẫn nhau.
Logan Paul đối mặt với The Miz (đi cùng Maryse và Ciampa). Trong trận đấu, Paul áp dụng đòn khóa Figure Four leglock lên Miz, tuy nhiên, Miz đã chạm vào dây để vô hiệu hóa đòn khóa. Ciampa đã cố gắng tấn công Paul chỉ để trọng tài bắt anh ta. Mặc dù trọng tài đã đuổi Ciampa vào hậu trường nhưng Ciampa không chịu chấp hành và lấy một chiếc ghế thép để ngồi. AJ Styles sau đó lao ra và tấn công anh ta từ phía sau. Paul đã thực hiện cú Phenomenal Forearm trên Miz và gần như giành chiến thắng. Paul sau đó đã thực hiện cú Frog Splash trên Miz vào bàn bình luận. Cuối cùng, khi Paul cố gắng ghim vào Miz, Maryse đã đánh lạc hướng trọng tài. Khi Miz cố gắng tấn công Paul bằng đòn necklace, anh ta suýt đánh Maryse, người đang đứng trên sàn đấu ngoài dây thừng, tuy nhiên, Paul đã tận dụng và thực hiện cú Skull Crushing Finale trên Miz để giành chiến thắng.
Bobby Lashley bảo vệ đai vô địch United States Championship trước Theory. Trong khi Lashley đang bước ra sân khấu, Theory đã tấn công Lashley bằng chiếc vali Money in the Bank. Giữa trận đấu, Theory cố gắng rời khỏi trận đấu, tuy nhiên, Lashley đã chặn được anh ta. Lashley biểu diễn cú Running Powerslam vào Theory. Khi Lashley cố gắng sử dụng cú Spear, Theory đã nhảy qua Lashley. Cuối cùng, Lashley áp dụng đòn khóa Hurt Lock trên Theory, do đó Lashley vẫn giữ được danh hiệu.
The Mysterios (Rey Mysterio và Dominik Mysterio) phải đối mặt với The Judgment Day (Finn Bálor và Damian Priest) (đi cùng với Rhea Ripley) trong một trận đấu đồng đội No Disqualification. Trong những giây phút kết thúc, cựu thủ lĩnh của The Judgment Day, Edge đã quay trở lại và thực hiện cú Spear lên Priest và Bálor. Mysterios sau đó thực hiện cú đúp 619 trên Bálor. Rey theo sau với cú Frog Splash trên Bálor để giành chiến thắng.
Happy Corbin chiến đấu với Pat McAfee. Ở những phút cuối, khi Corbin cố gắng cú End of Days lên McAfee, McAfee đã dùng tay phải đối với Corbin, người đã vô tình đẩy ngã trọng tài. McAfee thực hiện một cú đánh vào chỗ hiểm và cú Powerbomb vào Corbin để giành chiến thắng.
The Usos (Jey Uso và Jimmy Uso) bảo vệ đai vô địch Undisputed WWE Tag Team trước The Street Profits (Angelo Dawkins và Montez Ford), với WWE Hall of Famer Jeff Jarrett là trọng tài khách mời đặc biệt. Cuối cùng, The Usos thực hiện cú 1D trên Dawkins để giữ lại danh hiệu.
Liv Morgan bảo vệ đai vô địch SmackDown Women's Championship trước Ronda Rousey. Đầu trận đấu, Morgan thực hiện đòn Codebreaker trên Rousey. Khi Morgan cố gắng thực hiện cú Ob-Livion trên Rousey, Rousey đã phản công và áp dụng đòn armbar lên Morgan tuy nhiên, Morgan đã chạm vào dây thừng sàn đấu. Trong những khoảnh khắc cuối cùng, Rousey áp dụng áp dụng đòn armbar trên Morgan một lần nữa. Tuy nhiên, trọng tài không thấy đòn khóa vì ông ấy đang nhìn vào vai của Rousey đang nằm trên sàn đấu. Do đó, trọng tài đã đếm đến ba, do đó Morgan vẫn giữ được danh hiệu. Sau trận đấu, Rousey giận dữ đã tấn công Morgan và trọng tài, trở thành kẻ phản diện lần đầu tiên kể từ năm 2019.

### Trận đấu tâm điểm
Roman Reigns (đi cùng với Paul Heyman) bảo vệ đai vô địch Undisputed WWE Universal trước Brock Lesnar trong trận đấu Last Man Standing. Lesnar lái một chiếc máy kéo về phía sàn đấu để. Lesnar đã nhảy khỏi máy kéo lên Reigns và biểu diễn cú German Suplexes trên Reigns ở ngay sát sàn đấu. Khi Heyman đánh lạc hướng Lesnar, Reigns đã tận dụng lợi thế và thực hiện một cú Samoan Drop trên Lesnar vào chiếc bàn được đặt ở ngoài sàn đấu, người đã đứng lên sau khi đếm đến bảy. Lesnar đã cố gắng thực hiện cú F-5 vào Reigns, tuy nhiên, Reigns đã phản công và ném Lesnar ra khỏi sàn đấu. Lesnar tấn công Reigns bằng những bậc thang bằng thép và một mảnh bàn bị vỡ, người đứng dậy sau khi đếm đến chín. Lesnar ném Reigns vào bộ tải phía trước của máy kéo và ném Reigns trở lại sàn đấu, sau đó, Lesnar biểu diễn cú German Suplexes trên Reigns, người đã dậy sau khi đếm đến tám. Lesnar sau đó tung cú F-5 trên Reigns, người đã dậy sau khi đếm đến chín. Khi Lesnar cố gắng thực hiện cú F5 một lần nữa trên Reigns, Reigns đã phản công bằng đòn Guillotine, tuy nhiên, Lesnar đã phản công bằng đòn Guillotine của chính mình trên Reigns, người đã dậy sau khi đếm đến chín. Sau đó, Lesnar lái máy kéo vào sàn đấu, nâng sàn đấu lên, đẩy Reigns rơi xuống ngoài sàn đấu, người đã dậy sau khi đếm đến chín. The Usos (Jimmy và Jey Uso) sau đó đã đến hỗ trợ Reigns và tấn công Lesnar, tuy nhiên, Lesnar đã hạ gục The Usos. Heyman sau đó chế nhạo Lesnar bằng các danh hiệu, Lesnar đã đáp lại bằng cách tung cú F-5 trên Heyman vào bàn bình luận. Theory mang theo chiếc vali Money in the Bank và cố gắng cash in, tuy nhiên, Lesnar đã chặn được Theory bằng cú F-5. Sau đó, The Usos biểu diễn cú Superkicks trên Lesnar, người đã dậy sau khi đếm đến chín. Reigns thực hiện cú Spear trên Lesnar, người đã dậy sau khi đếm đến chín. Trong những giây phút kết thúc, Reigns đã tấn công Lesnar bằng các đai vô địch, The Usos hỗ trợ Reigns bằng cách đặt các mảnh của bảng bình luận và cầu thang thép lên người Lesnar và sau đó không thể đứng dậy, do đó Reigns đã giữ được danh hiệu.

## Kết quả
| #                                           | Kết quả | Thể loại                                                                   | Thời gian |
| ------------------------------------------- | --- | -------------------------------------------------------------------------- | --------- |
| 1                                           | Bianca Belair (c) đánh bại Becky Lynch bằng đòn kết liễu                                                                                        | Trận đấu đơn tranh đai WWE Raw Women's Championship                        | 15:10     |
| 2                                           | Logan Paul đánh bại The Miz (đi với Maryse và Ciampa) bằng đòn kết liễu                                                                         | Trận đấu đơn                                                               | 14:15     |
| 3                                           | Bobby Lashley (c) đánh bại Theory bằng đòn khóa                                                                                                 | Trận đấu đơn tranh đai WWE United States Championship                      | 4:45      |
| 4                                           | The Mysterios (Rey Mysterio và Dominik Mysterio) đánh bại The Judgment Day (Finn Bálor và Damian Priest) (đi với Rhea Ripley) bằng đòn kết liễu | Trận đấu đồng đội No Disqualification                                      | 11:05     |
| 5                                           | Pat McAfee đánh bại Happy Corbin bằng đòn kết liễu                                                                                              | Trận đấu đơn                                                               | 10:40     |
| 6                                           | The Usos (Jey Uso và Jimmy Uso) (c) đánh bại The Street Profits (Angelo Dawkins và Montez Ford) bằng đòn kết liễu                               | Trận đấu đồng đội tranh đai Undisputed WWE Tag Team Championship           | 13:25     |
| 7                                           | Liv Morgan (c) đánh bại Ronda Rousey bằng đòn kết liễu                                                                                          | Trận đấu đơn tranh đai WWE SmackDown Women's Championship                  | 4:35      |
| 8                                           | Roman Reigns (c) (đi với Paul Heyman) đánh bại Brock Lesnar                                                                                     | Trận đấu Last Man Standing tranh đai Undisputed WWE Universal Championship | 23:00     |
| - (c) – chỉ người vô địch bước vào trận đấu | |                                                                            |           |